# Nackenschutz
Der Nackenschutz ist ein Teil der persönlichen Schutzausrüstung verschiedener Berufe und Tätigkeitsfelder.

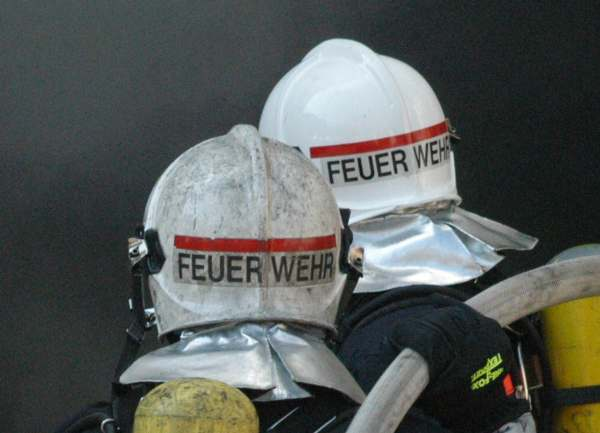
Metallisierter Nackenschutz

Er kann aus verschiedenen Materialien gefertigt sein und ist in der Regel an einem Helm befestigt, dort soll er den Nacken vor Funkenflug, Splittern, Staub und ähnlichen Gefahren schützen. Für einen besseren Schutz gegen starke Wärmestrahlung kann der Nackenschutz auch metallisiert werden.
Der Nackenschutz ist geforderter Bestandteil eines Feuerwehrhelms, wie er von allen Katastrophenschutzkräften getragen wird. Aber etwa auch Waldarbeiter tragen an ihrem Helm einen Nackenschutz um ihr Genick zu schützen.
Eine andere Form des Nackenschutzes ist das Hollandtuch, das meistens aus Nomex besteht. Dieses soll den Kopf des Feuerwehrangehörigen zusätzlich schützen, ist aber beim Vorgehen unter Atemschutz in Verbindung mit einer Flammschutzhaube zu tragen.
Der Nackenschutz war auch bei militärischen Helmen üblich, insbesondere bei der römischen Cassis.